# Laser femtoseconde
Un laser femtoseconde est un type de laser particulier qui produit des impulsions ultra-courtes dont la durée est de l'ordre de quelques femtosecondes à quelques centaines de femtosecondes (1 femtoseconde = 1 fs = 10−15 seconde) soit de l'ordre de grandeur de la période d'une onde électromagnétique du visible. Ce type de laser est largement étudié et utilisé en recherche, dans l'industrie et dans le domaine des applications biomédicales.

## Description d'une impulsion femtoseconde
Une impulsion femtoseconde ou ultra-brève est une oscillation sinusoïdale propagative du champ électromagnétique (de fréquence éventuellement variable dans le temps), modulée en amplitude par une enveloppe dont la durée caractéristique est petite devant 1 picoseconde (1 picoseconde = 1 ps = 10−12 seconde).
En matière de densité spectrale, le spectre d'une telle impulsion est composé de très nombreuses composantes continues qui s'additionnent de façon cohérente (i.e. avec un rapport de phase fixe prédéterminé) afin de réaliser l'impulsion courte. Plus le support du spectre est large, plus les impulsions générées pourront être potentiellement courtes. Cependant, cette condition nécessaire, liée aux propriétés de la transformée de Fourier, n'est pas suffisante et le rapport des phases relatif entre chaque composante du spectre joue un rôle primordial. Si les phases de toutes les composantes spectrales sont identiques, l'impulsion a la durée minimale permise par son spectre et on dit qu'elle est limitée par transformée de Fourier (ou Fourier-limited en anglais).
Quand l'enveloppe de l'impulsion possède une largeur de l'ordre de l'inverse de la fréquence de la porteuse, on parle d'impulsion à faible nombre de cycles (ou few-cycle laser pulse en anglais). La largeur de l'impulsion reste néanmoins forcément supérieure ou de l'ordre de la période optique (voire, hypothétiquement, de la demi-période optique), ce qui est une conséquence des équations de Maxwell qui régissent les rayonnements électromagnétiques. La réalisation d'impulsions sub-femtosecondes ou impulsions attosecondes n'est donc réalisable qu'à des longueurs d'onde ultraviolettes (le spectre de la lumière visible s'étendant de 400 nm - à 800 nm environ - soit une période optique de respectivement 1,3 fs et 2,6 fs).

## Propagation d'impulsions femtosecondes
Une impulsion femtoseconde est composée de nombreuses composantes spectrales, en nombre d'autant plus grand que l'impulsion est brève.
Dans le vide, toutes ces composantes spectrales se propagent à la vitesse de la lumière {\displaystyle c} et l'impulsion conserve sa durée au cours de la propagation.
Dans un milieu dispersif, l'indice de réfraction {\displaystyle n(\nu )} dépend de la fréquence optique {\displaystyle \nu } de la composante spectrale envisagée. Par conséquent, le temps nécessaire à la propagation d'une composante de fréquence {\displaystyle \nu } sur une distance {\displaystyle L}, diffère d'une composante spectrale à l'autre. La somme cohérente des composantes spectrales produit ainsi, après propagation, une impulsion temporelle dont la durée est différente de celle avant la propagation. Sauf exceptions, la tendance générale pour les milieux de dispersion normale (i.e. où les longueurs d'onde courtes se propagent plus lentement que les grandes longueurs d'onde, comme la plupart des milieux transparents dans le domaine visible) est à l'étalement temporel de l'impulsion. Des précautions doivent donc être prises (compensation de dispersion et/ou recompression des impulsions) pour maintenir une impulsion ultra-brève lors de sa propagation. Ces précautions sont d'autant plus importantes que l'impulsion à propager est courte (et que donc, la dispersion doit être compensée sur une large bande spectrale).
Mathématiquement, une composante spectrale {\displaystyle E_{0}(\omega ).\exp(i.\omega t)} qui se propage dans un milieu d'indice {\displaystyle n(\omega )} sur une longueur {\displaystyle z} acquiert un déphasage en sortie qui la transforme en {\displaystyle E_{0}(\omega ).\exp(i.\omega t).\exp(i.\beta (\omega ).z)} où {\displaystyle \beta (\omega )=n(\omega )\omega /c}
caractérise les propriétés de dispersion du matériau. Il est d'usage d'effectuer un développement limité de {\displaystyle \beta (\omega )} autour d'une pulsation centrale {\displaystyle \omega _{0}} (normalement la porteuse de l'impulsion femtoseconde) :
{\displaystyle \beta (\omega )=\beta _{0}+\beta _{1}.(\omega -\omega _{0})+\beta _{2}.(\omega -\omega _{0})^{2}/2+\beta _{3}.(\omega -\omega _{0})^{3}/6+...}
Alors, {\displaystyle \beta _{1}=n_{g}/c=[n(\omega _{0})+\omega .dn/d\omega (\omega _{0})]/c=1/v_{g}} est l'inverse de la vitesse de groupe, dont l'unité usuelle est le [fs/mm]. La quantité {\displaystyle \beta _{2}=[2dn/d\omega (\omega _{0})+\omega _{0}.d^{2}n/d\omega ^{2}]/c}, quant à elle, est appelée la dispersion de vitesse de groupe du matériau (ou Group Velocity Dispersion - GVD - en anglais) et s'exprime usuellement en [fs²/mm]. Pour une propagation sur une longueur {\displaystyle z}, en l'absence d'ordres supérieurs à {\displaystyle \beta _{2}}, l'impulsion est alors élargie temporellement et acquiert une dispersion de délai de groupe (ou Group Delay Dispersion - GDD - en anglais) égal à {\displaystyle \beta _{2}.z}.
Pour une impulsion gaussienne limitée par transformée de Fourier et de durée initiale {\displaystyle \tau _{0}}, l'impulsion en sortie est alors également gaussienne et présente une durée {\displaystyle \tau (z)} où :
{\displaystyle \tau (z)=\tau _{0}[1+(z/L_{D})^{2}]^{1/2}} avec {\displaystyle L_{D}=\tau _{0}^{2}/\beta _{2}}.
Une règle approximative est ainsi que, pour une impulsion de durée initiale {\displaystyle N} [fs], l'acquisition d'une dispersion de délai de groupe (GDD) après propagation dans un milieu dispersif commence à être significative à partir de {\displaystyle |N^{2}|} [fs²] de GDD.
Au-delà de la simple propagation à travers un milieu dispersif, plusieurs techniques existent afin de réaliser des dispersions contrôlées et ajustables. Toutes ces techniques utilisent l'un des types de dispersions suivants :
- dispersion des matériaux. L'origine de cette dispersion est liée à l'existence de résonances atomiques ou vibrationnelles. Les relations de Kramers-Kronig lient en effet les propriétés dispersives aux phénomènes d'absorption dans les matériaux ;
- dispersion géométrique. L'origine en est la dispersion angulaire qui apparait dans certains composants optiques tels que les prismes et les réseaux. Des compresseurs à prismes et à réseaux peuvent ainsi être utilisés pour créer des dispersions négatives permettant de compenser les dispersions positives « naturelles » des matériaux dans certains oscillateurs lasers ou chaînes d'amplification ;
- dispersion interférométrique. Celle-ci se base sur l'existence de résonances dans des cavités ou des interféromètres à multi-passage. De même que pour l'absorption dans les matériaux, une résonance spectrale (comme celles d'une cavité Fabry-Perot) se traduit par un déphasage dépendant de la longueur d'onde, et donc par des processus de dispersion. Un exemple d'un tel système est l'interféromètre de Gires-Tournois, qui permet des réflectivités de 100 % avec des dispersions périodiques élevés ;
- dispersion dans des structures photoniques. Fondamentalement liées à la dispersion interférométrique, mais où la structure créant les interférences est de taille micrométrique. Un exemple très courant est le miroir chirpé, où la structure photonique est dessinée spécifiquement pour produire une certaine dispersion sur une certaine bande spectrale.

## Production d'impulsions femtosecondes

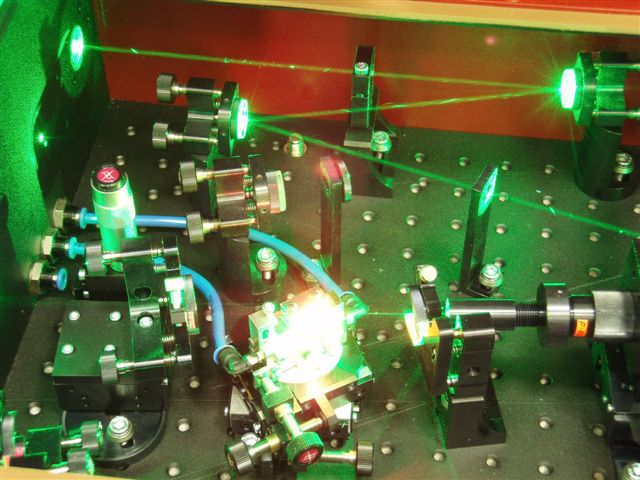
Image d'un laser femtoseconde utilisant des cristaux amplificateurs de Titane:Saphir.

La production d'impulsion femtoseconde par une cavité laser se fait par la technique du blocage de mode (mode-locking). Le blocage de mode peut être actif (réalisé à l'aide d'un cristal électro-optique ou acousto-optique intra-cavité) ou passif. En pratique, la grande majorité des lasers femtosecondes (en 2016) utilisent la méthode du blocage de modes passif, qui permet d'obtenir des impulsions plus courtes. Schématiquement, celle-ci consiste à favoriser dans le laser les fonctionnements à forte puissance crête. On utilise pour cela un processus non linéaire au sein de la cavité laser qui modifie différemment le faisceau laser intra-cavité selon que la puissance est élevée ou faible. Si le laser fonctionne préférentiellement dans les conditions où l'élément non linéaire fonctionne à forte puissance crête incidente, les différents modes du laser se verrouillent en phase et on obtient un fonctionnement impulsionnel (régime dit « en mode bloqué » ou mode-locked laser en anglais).
Pour qu'un tel régime de fonctionnement soit atteint, il est essentiel qu'une impulsion femtoseconde une fois créée puisse se propager à l'identique après un tour complet de la cavité laser. À cette fin, le laseriste doit équilibrer la dispersion entre les différents constituants de la cavité laser de sorte que la dispersion totale sur un tour complet de la cavité soit quasi nulle.
Dans le domaine optique, les matériaux transparents ordinaires présentent presque tous une dispersion dite positive ou normale. Il convient donc d'ajouter des éléments réalisant une dispersion négative afin de contrebalancer ces effets. Historiquement, on a utilisé des paires de prismes ou des paires de réseaux qui réalisent de facto une dispersion négative en ajoutant des retards géométriques de certaines longueurs d'onde par rapport aux autres. Un autre dispositif permettant d'obtenir de très fortes dispersions négatives est l'interféromètre(ou étalon) de Gires-Tournois. Les miroirs chirpés, utilisant des multicouches diélectriques habilement calculées permettent aujourd'hui d'obtenir des dispersions négatives de façon extrêmement compacte. Les fibres optiques à base de silice possèdent une dispersion nulle au voisinage de 1,5 µm, ce qui correspond au domaine de gain du milieu silice dopé Erbium. Les lasers impulsionnels à fibre dopés Erbium bénéficient de cette propriété. De manière générale, en optique guidée, il est possible de modifier les propriétés de dispersions par différentes techniques, en particulier celle des matériaux à cristaux photoniques. Plusieurs technologies de lasers femtosecondes utilisent ces possibilités.
L'élément non linéaire permettant le blocage des modes réalise l'équivalent d'un absorbant saturable, qui possède des pertes à faible puissance crête mais en présente proportionnellement beaucoup moins à forte puissance optique. Cet absorbant saturable peut être réel et absorber le rayonnement plus ou moins en fonction de la puissance optique (miroir SESAM par exemple), ou bien effectif, en utilisant, par exemple, l'effet Kerr de polarisation ou l'effet de lentille à effet Kerr. La seconde méthode permet, en général, l'obtention d'impulsions plus courtes, alors que la première est, en principe, considérée comme plus facile à mettre en œuvre.
Le démarrage du régime à mode bloqué se fait, le plus souvent, simplement sur le bruit stochastique du laser (un début d'impulsion qui commence spontanément dans la cavité est suffisamment favorisé pour s'amplifier et établir rapidement un régime pulsé auto-stable). Les lasers utilisant le mode-locking actif ou un absorbant saturable réel sont, normalement à démarrage automatique. Les lasers utilisant un absorbant saturable effectif (très rapide) en général ne le sont pas et nécessitent un système de démarrage qui crée une perturbation induisant un pic de bruit pour démarrer. Diverses techniques permettant de favoriser le démarrage du régime impulsionnel pour ce type de laser sont utilisées. Une modulation d'amplitude de la pompe à la cadence de répétition du laser a, par exemple, été démontrée avec succès. L'ajout d'un absorbant saturable réel lent en plus de l'absorbant saturable effectif est également communément employé.

## Histoire des lasers femtosecondes
La toute première utilisation du mot femtoseconde se trouve dans un article de J.-C. Diels et col. à l'université de North Texas (North Texas State University), cependant l'origine de lasers femtoseconde peut être attribuée à l'article qui a été publié en 1981 et qui est à l'origine des développements postérieurs.

### CPM première génération
Cet article décrit un laser à colorant annulaire dans lequel le blocage de mode était obtenu par la collision automatique, dans un absorbant saturable, des impulsions se contre-propageant dans la cavité. Cette configuration a été appelée « CPM » pour « laser à  à verrouillage de modes par collision » (Colliding Pulses Mode-locking).
Charles Shank était responsable du département de physique quantique et de recherche électronique des laboratoires Bell de la compagnie de téléphone AT&T à Holmdel, N-J, et il avait une grande expérience dans la physique des lasers à colorant. Il était surtout connu pour sa conception de lasers à colorant à rétroaction distribués.

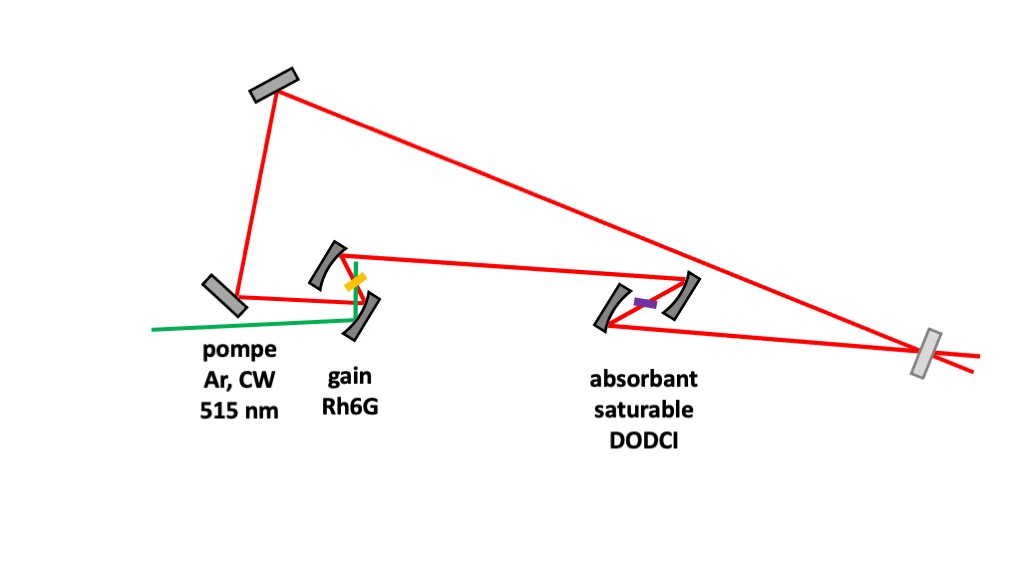
Schéma de principe du CPM

Le CPM original a été disponible au cours de l'année 1980. La machine, très originale, était délicate d'usage. La buse faisant couler le jet d'éthylène glycol de l'absorbant saturable devait être pressée pour produire des jets laminaires d'une épaisseur de 50 µm, et l'un des miroirs de la cavité devait admettre quelques % de pertes dans la partie jaune du spectre visible pour pousser la longueur d'onde de fonctionnement à la valeur « magique » de 620 nm (2 eV). Cet appareil hautement non linéaire avait un comportement chaotique spontané, suivant un chemin de Feigenbaum vers le chaos en fonction de la puissance du laser de pompe. Son taux de répétition passait assez souvent de 100 MHz à 200 MHz, ce qui signifiait un doublement des impulsions. La réalisation d'expériences était fort délicate.
À la fin de l'année 1981, un amplificateur à colorant a été mis au point qui a augmenté l'énergie des impulsions lumineuses jusqu'à 350 µJ. Il a été conçu comme un ensemble de cellules de colorants pompées par la lumière verte d'un laser Nd: YAG doublé fonctionnant à 10 Hz, séparées par des jets d'absorbants saturables. L'énergie était suffisamment grande pour permettre une génération de continuum dans une fibre optique. Des puissances crête de 0,3 à 3 GW ont été atteintes avec une durée d'impulsions comprise entre 70 et 90 fs.
Un aspect spécifique du nouveau régime « femtoseconde » était la nécessité absolue de se soucier de la phase des différentes composantes du large spectre des impulsions qui couvrent presque toute la gamme des fréquences visibles. En raison de la dispersion de fréquence de l'indice optique dans la matière lorsqu'une impulsion lumineuse traverse un matériau transparent, les composantes bleues du spectre sont plus retardées que les rouges et le résultat net est un étalement temporel de l'impulsion. Curieusement, ce problème de dispersion de fréquence avait une solution disponible depuis 1964 : l'interféromètre de Gires-Tournois. François Gires et Pierre Tournois ont démontré la possibilité de construire un dispositif optique induisant une dispersion de fréquence négative qui pourrait être utilisé pour « compresser » des impulsions optiques dispersées en fréquence et à partir de ces idées un instrument fait de deux paires de réseaux a été utilisées pour disperser les fréquences d'une impulsion lumineuse, de telle sorte que les fréquences bleues voyagent dans l'air plus rapidement que les rouges pour pouvoir ainsi les rattraper.
Malgré de nombreuses expériences de physique et de chimie réussies, réalisées à l'aide d'un laser à colorant CPM, il y avait clairement un fort besoin d'un moyen de réduire considérablement les fluctuations d'intensité du laser. Au cours de l'année 1982, le groupe de Jean-Claude Diels, à l'université de North Texas, a observé que les impulsions d'un CPM traversant une plaque de verre voyaient leur durée diminuer démontrant qu'une dispersion négative de fréquence se produisait à l'intérieur de la cavité. Afin de compenser cette dispersion de vitesse de groupe négative, ils ont introduit un prisme sur le trajet du faisceau à l'intérieur de la cavité annulaire pour pouvoir faire varier la longueur de verre traversée les impulsions. De cette façon, ils ont réussi à produire des impulsions de 60 fs, brisant ainsi le record précédent de 90 fs. Il y avait à l'époque des réflexions sur le remplacement des réseaux d'un compresseur d'impulsions par des prismes, car les prismes, lorsque la lumière incidente sur leurs faces est à l'angle de Brewster, n'introduisent pas de pertes et peuvent donc, en principe être placés dans une cavité. Cependant, en l'absence de tout support théorique, il n'y avait aucune raison de croire qu'il pourrait y avoir une configuration d'un ensemble de prismes pouvant produire une dispersion négative nette en raison de leur dispersion positive intrinsèque.

### CPM seconde génération

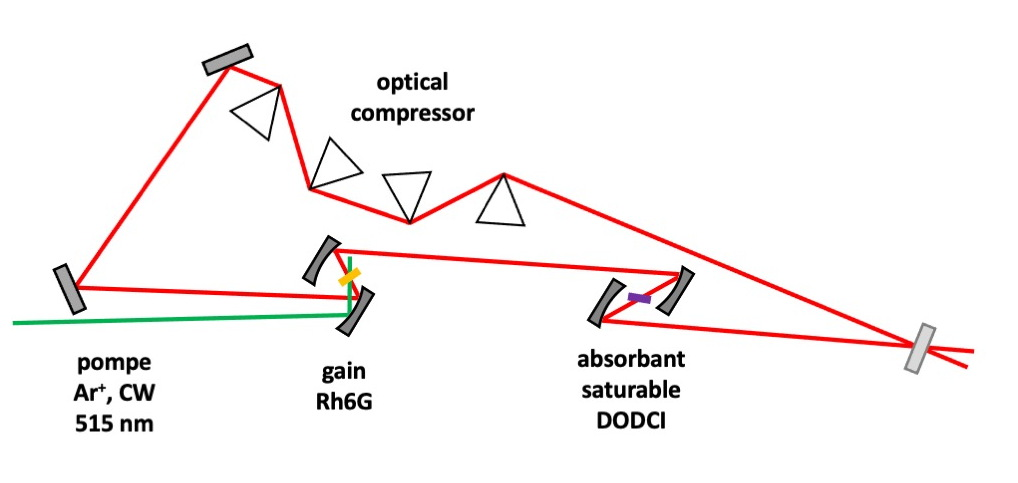
Schéma de principe du CPM comprimé

À partir de cette avancée, naquit la seconde génération de CPMs. Dans cette nouvelle version du CPM, les auteurs ayant reçu le support théorique d'Oscar Martinez, physicien Argentin de passage aux Bell Labs, Holmdel, introduisirent quatre prismes dans la cavité. Avec cette conception, le laser femtoseconde est passé d'une cavité à modes bloqués passivement à un mode verrouillé de type soliton. Le nouveau laser contenait le même type d'ingrédients que l'on retrouve dans la propagation soliton unidimensionnelle d'une onde : la compensation exacte d'une dispersion de vitesse de groupe négative non linéaire (composants de la cavité laser) par une dispersion de vitesse de groupe positive (prismes). Cet effet de compensation conduit à une stabilisation du verrouillage de mode dans la cavité et donc à une amélioration très marquée de la stabilité de l'intensité des impulsions laser produites, et puisque cette compensation ne se produit pas en continu pendant la propagation mais alternativement en passant par les prismes puis à travers les autres composants de la cavité, il n'est pas possible de parler de propagation de solitons. Aussi, lors de leur propagation le long de la cavité, les impulsions lumineuses subissent des gains et des pertes de compensation ce qui n'est pas le cas pour les solitons réels. Les termes de « type-soliton » et « quasi-soliton » ont donc été utilisés pour décrire le nouveau mode de fonctionnement du laser. Le nouveau record établit fût alors de 30 fs!

### Magic mode-locking
La reconnaissance que le comportement quasi-soliton du CPM était principalement dû à l'élargissement du spectre associé à l'effet non linéaire d'auto-modulation de phase dans le solvant des colorants dans la cavité, conduit naturellement à l'évolution principale des lasers femtosecondes.
Un des inconvénients des laser CPM était de faire usage de jets de colorants comme milieu actif. Le Saint Graal de l'époque était de se débarrasser de tous ces jets de colorant fastidieux d'entretien et à l'origine de tant de taches. La nature dynamique de ces jets en faisait des sources d'instabilités principalement importantes dans les cavités laser, et les milieux à gain solide étaient très recherchés. C'est ainsi qu'apparurent les cristaux d'oxyde d'aluminium dopés au titane (Titane:Saphire) comme milieu amplificateur. Revenant à une cavité linéaire, il ne fallu pas longtemps pour que Wilson Sibbett de l'université de Saint Andrew, en Écosse, remplace les jets d'un laser commercial picoseconde par un cristal de Titane:Saphire. 

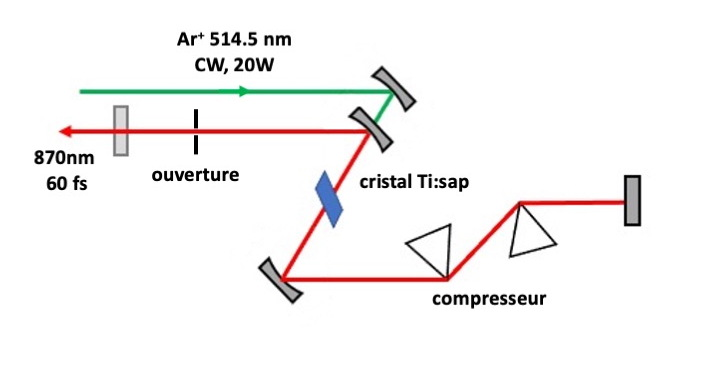
Schéma de principe du Ti:Saphire de Sibbett.

Observant le blocage de modes spontané du laser sous l'effet d'une faible perturbation, il nomma l'effet le « blocage de modes magique ». Rapidement, l'adjonction d'une paire de prismes à l'angle de Brewster dans la cavité permis de stabiliser l'instrument. Le jeu d'équilibre entre la dispersion de vitesse de groupe produite au cours de l'auto modulation de phase dans le cristal de gain et la dispersion négative produite par les prismes, découvert dès 1988, n'avait pas encore diffusé dans le cercle des physiciens des lasers ! Il ne fallu cependant guère de temps pour reconnaître le fonctionnement, à 60 fs, du nouveau laser en mode quasi-soliton.
La nouvelle conception des lasers femtoseconde ainsi obtenue était beaucoup plus simple : plus de cavité annulaire, plus d'absorbant saturable, un seul milieu assurant à la fois un gain de bande passante important et une auto-modulation de phase, et seulement deux prismes. Ce développement des lasers Titane:Saphire marque véritablement l'avènement du « laser femtoseconde pour tous ». Avec sa maintenance réduite et sa très grande stabilité l'exploration des phénomènes ultrarapides pût diffuser très rapidement de la physique à la chimie et la biologie.

## Applications
Les lasers femtoseconde ont permis l'ouverture de deux grandes voies nouvelles :
- La génération d'impulsions lumineuses attoseconde par génération d'harmoniques d'ordre élevé dans un gaz[17],
- La génération d'impulsions de très forte puissance allant jusqu'à 100 joules par impulsion dans les plus gros systèmes petawatt[18] type ELI, par la technique d'amplification à dérive de fréquence[19].

Les lasers femtosecondes présentent donc une combinaison unique d'impulsions très courtes, de spectre large et de puissance crête élevée. Diverses applications utilisent toutes ou parties de ces propriétés uniques pour la recherche, l'industrie ou le domaine bio-médical.
On peut, par exemple, utiliser le fait que les durées d'impulsion sont très courtes pour réaliser des expériences résolues en temps avec une précision impossible à obtenir autrement avec les techniques actuelles. On peut utiliser la grande largeur du spectre, ainsi que sa cohérence en phase sur toute son extension, pour réaliser des peignes de fréquences optiques pour la métrologie de fréquences optique ou la spectroscopie atomique et moléculaire. On peut également utiliser les fortes énergies par pulses et puissance crête pour le micro-usinage de matériaux.
La liste suivante présente diverses applications communes des lasers femtosecondes.
- Fusion nucléaire (fusion par confinement inertiel).
- Optique non linéaire, comme la génération de seconde harmonique, l'amplification paramétrique[21] et l'oscillateur paramétrique optique.
- Génération de rayonnements secondaires, comme la génération d'harmoniques dans l'UV et l'X-UV (HHG pour High Harmonic Generation en anglais)[22], la génération d'impulsions attosecondes[23], la génération de rayonnement térahertz dans l'air[24], la production de faisceau de rayonnement X intense[25]
- Accélération de particules par laser pour la production de faisceau d'électrons[26], d'ions ou de protons énergétiques[27].
- Stockage optique de données 3D et 5D, permettant une densité d'informations bien supérieure à celle des dispositifs de stockage actuels.
- Micro-usinage - Les impulsions très courtes peuvent être utilisées pour le micro-usinage de nombreux types de matériaux[28].
- Microscopie à deux photons - L'excitation à deux photons est une technique d'imagerie par microscopie à fluorescence qui permet une image d'un tissu vivant à une profondeur d'un millimètre[29].
- Chirurgie réfractive (voir Lasik).
- Peigne de fréquences optiques - Qui permettent de mesurer les fréquences optiques par des techniques relativement simples (par opposition aux chaînes de fréquences utilisées précédemment et qui n'étaient accessibles qu'à une poignée de laboratoires au monde).
- Spectroscopie par résonance de cavité (ou Cavity Ringdown Spectroscopy en anglais) - Permet l'analyse chimique de polluant atmosphérique par exemple.
- Filamentation laser et ses applications atmosphériques comme le LIDAR à lumière blanche[30], le contrôle de la foudre par laser[31] et la condensation de gouttelettes par laser dans le but de provoquer artificiellement la pluie[32].
- Génération d'impulsions électromagnétiques dans le domaine des térahertz par effet photoconductif[33]: une partie du domaine THz vient de la réunion de l'électronique hyperfréquence et des impulsions ultra-brèves femtosecondes.
- Photographie femtoseconde, utilisant un laser femtoseconde comme un stroboscope, afin de prendre des clichés avec un temps d'exposition extrêmement court.
- Claquage du vide[34], permettant de générer des particules élémentaires à partir du vide.

## Liste de lasers de recherche femtosecondes de classe pétawatt
- Le laser BELLA, réalisé par le groupe Thales, est installé au Laboratoire national Lawrence-Berkeley (Californie). Capable de délivrer une puissance d'environ un pétawatt (~1 PW), il était le plus puissant au monde en 2012.
- Le laser CETAL, un autre exemplaire de Thales de cette catégorie, affichant 1 PW de puissance crête, a été livré en 2013 près de Bucarest (Roumanie)[35].
- Le laser Apollon installé en Île-de-France devant atteindre 5 PW, opérationnel en 2018.
- Le programme Extreme Light Infrastructure prévoit quatre installations en Europe Centrale qui devraient être les plus puissantes au monde à la fin des années 2020[36].